# 언리얼 (드라마)
《언리얼》(영어: UnREAL)는 2015년부터 현재까지 방영된 미국의 드라마이다.